# Stefan Ziętowski
Stefan Ziętowski (ur. 1917, zm. 31 stycznia 2008) – polski poligraf, magister, popularyzator wiedzy o Islandii, publicysta, działacz i współzałożyciel Towarzystwa Przyjaźni Polski-Islandzkiej  w Warszawie, wieloletni sekretarz Zarządu Głównego i redaktor ”Islandii”.
Pochowany został dnia 7 lutego 2008 r., na nowym cmentarzu na Służewie przy ul. Wałbrzyskiej w Warszawie.

## Odznaczenia
- Krzyż Kawalerski Orderu Odrodzenia Polski
- Krzyż Oficerski Orderu Odrodzenia Polski – za wybitne osiągnięcia w działalności na rzecz rozwijania polsko-islandzkiej współpracy, za zasługi w pracy społecznej (2000)[1]
- Krzyż Kawalerski Orderu Sokoła Islandzkiego (1983)[2]